# Carl Ernst Morgenstern
Carl Ernst Morgenstern (ur. 1847 w Monachium, zm. 1928 w Wolfshau, obecnie Karpacz – Wilcza Poręba) – niemiecki malarz pejzażysta, grafik, autor licznych widoków Karkonoszy.

## Życiorys
Morgenstern urodził się w 14 września 1847 roku w Monachium. Jego ojciec Christian Morgenstern był malarzem na dworze króla Bawarii Ludwika I. Początkowo uczył się u ojca i monachijskiego miniaturzysty Carla Restallino, a następnie Josefa Schertla i Johanna Gottfreida. Jego pierwsza wystawa w Monachium miała miejsce w 1869 roku. W 1871 roku urodził się jego syn Christian Morgenstern.
W 1884 roku objął w Szkole Sztuki we Wrocławiu utworzoną wówczas klasę malarstwa krajobrazowego. W latach 1887–1913 prowadził tam klasę akwaforty. W 1887 roku otrzymał tytuł profesora. Od końca lat 80. XIX wieku wyruszał z uczniami na zajęcia plenerowe w Karkonosze, a później także na samodzielne wyprawy w wyższe partie gór, gdzie szukał inspiracji do prac malarskich. Stworzył liczne rysunki, akwaforty, akwarele i obrazy olejne. Rozwój rynku pocztówek i zainteresowanie ich wydawców (m.in. Maxa Leipelta) pracami Morgensterna zaowocowało wydaniem dużej liczby jego obrazów olejnych i akwarel w postaci reprodukcji pocztówkowych, co przyniosło malarzowi dużą popularność.
W późniejszym wieku Morgenstern osiadł na stałe w Karpaczu, gdzie zbudował swój dom (przy obecnej ul. Skłodowskiej 1). W 1913 roku została utworzona fundacja Carla i Elizabeth Morgensternów, która umożliwiła artystom zainteresowanym Karkonoszami zatrzymywanie się w tym domu. W testamencie zapisał swój dom miastu Wrocław.
W 1915 roku przeszedł na emeryturę. Zmarł 9 września 1928 roku w swoim domu w Karpaczu.
Do jego uczniów należeli m.in. E. Burkert, S. Haertel, A. Nickisch, H. Tüpke, H. Oberländer i G. Wichmann.

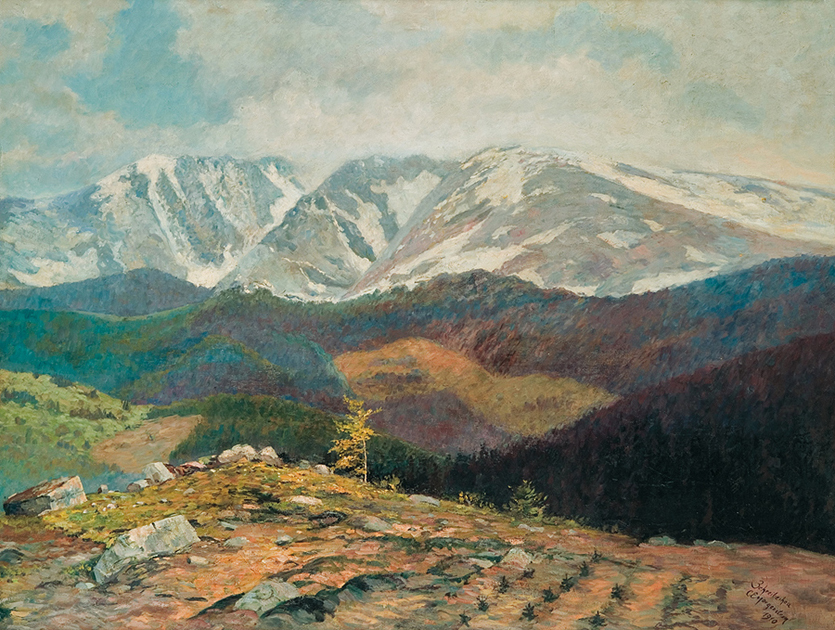
Widok na Śnieżne Kotły i Łabski Szczyt 1910